# 708

## Догађаји
- Википедија:Непознат датум — Битка код Анхијала (708) Византијска експедициона снага под царем Јустинијаном II је поражена код приморског града Анхијала, на обали Црног мора. Византинци су савладани изненадним нападом бугарске коњице и словенских снага, предвођене Тервелом. Јустинијан успева да стигне до тврђаве, и на броду бежи у Цариград.

- Византијско-арапски ратови: Омајади под Масламом ибн Абд ал-Маликом заузимају и пљачкају византијски град Тијану (Кападокија) након дуже опсаде и након победе над византијском војском. Масламах такође води још једну експедицију током лета, упада и осваја Аморијум (савремена Турска).
- Назактар Кан, турски шах и принц у савезу са Тибетанским царством, заузима Бактрију од Омејада.
- 29. август – Бакарни новчићи су први пут ковани у Јапану (традиционални јапански датум: 10. август 708).
- Пијење чаја постаје све популарније међу Кинезима. Такође је цењен због својих наводних лековитих вредности.
- 15. јануар – Папа Сисиније је наследио папу Јована VII као 87. римски епископ.
- 25. март – Папа Константин  је наследио папу Сисинија као 88. римски епископ.
- Острво Монт Томбе посвећено је светом архангелу Михајлу и преименовано у Мон Сен Мишел.